# Барышев, Николай Герасимович
Никола́й Гера́симович Ба́рышев (16 августа 1923 года — 1 сентября 1965 года) — участник Великой Отечественной войны, разведчик взвода управления 1007-го лёгкого артиллерийского полка 46-й лёгкой артиллерийской бригады 12-й артиллерийской дивизии 4-го артиллерийского корпуса прорыва 65-й армии Белорусского фронта, красноармеец.
Герой Советского Союза (29.03.1944), старшина запаса (с 1946 года).

## Биография
Родился 16 августа 1923 года в деревне Мысовая в семье крестьянина. Русский. Член ВКП(б) / КПСС с 1944 года. Окончив начальную школу, работал в колхозе.
В Красной армии с 1942 года. Участник Великой Отечественной войны с января 1943 года. Сражался на Центральном и Белорусском фронтах. Был ранен и контужен.
Разведчик взвода управления 1007-го лёгкого артиллерийского полка (46-я лёгкая артиллерийская бригада, 12-я артиллерийская дивизия, 4-й артиллерийский корпус прорыва, 65-я армия, Белорусский фронт) красноармеец Николай Барышев отличился в боях у деревни Уборок (Лоевский район) и Гончаров Подел (Речицкий район Гомельской области). 11 ноября 1943 года, преодолев с командиром отделения проволочные заграждения, они уничтожили расчёт противотанковой пушки, чем способствовали успешному наступлению.
Указом Президиума Верховного Совета СССР от 29 марта 1944 года «за мужество, стойкость и отвагу, проявленные в боях против врага», красноармейцу Барышеву Николаю Герасимовичу присвоено звание Героя Советского Союза с вручением ордена Ленина и медали «Золотая Звезда» (№ 3002).
В 1944 году в одном из боёв был тяжело ранен. Врачи настойчиво боролись за жизнь Барышева и победили. После выздоровления Николая Барышева направили на учёбу во 2-е Ростовское училище самоходной артиллерии.
В 1946 году старшина Барышев был демобилизован. Жил в городе Глухов Сумской области (ныне Украина), где работал заместителем директора торфопредприятия.
Умер 1 сентября 1965 года. Похоронен на Воскресенском кладбище в городе Глухове Сумской области Украины.

## Награды
- Медаль «Золотая Звезда» Героя Советского Союза (№ 3002)
- Орден Ленина
- Орден Отечественной войны II степени
- Медали, в том числе:
  - Медаль «За победу над Германией в Великой Отечественной войне 1941—1945 гг.»
  - Юбилейная медаль «Двадцать лет Победы в Великой Отечественной войне 1941—1945 гг.»